# LTM 21-35
De serie LTM 21-35 bestond uit vijftien normaalsporige stoomtramlocomotieven uit 1922-1925 van de Limburgsche Tramweg-Maatschappij (LTM), die dienstdeden op de tramlijn Maastricht - Vaals en de tramlijn Roermond - Sittard. Van deze serie is een rijdend exemplaar behouden gebleven bij de Museumstoomtram Hoorn-Medemblik.

## Verhoop-model
De locomotieven met de asindeling B (twee aangedreven assen) werden gebouwd door Hanomag te Hannover naar ontwerp van ir. Daniël Verhoop (1869-1940), met de naar deze constructeur genoemde stoomverdelingsinrichting en voedingsinstallatie. Door de oververhitter kon zuinig worden gestookt. De loop bleef ook bij hoge snelheden rustig dankzij de onderling verbonden, binnenliggende stoomcilinders .
Verhoop was rijkshoofdingenieur bij het toezicht op de spoor- en tramwegen. Van zijn karakteristieke model achterstandlocomotief met het machinistenhuis achter de ketel zijn in de jaren 1914-1929 in totaal 72 exemplaren gebouwd door vijf Duitse locomotieffabrieken voor zeven Nederlandse stoomtrambedrijven, met verschillende afmetingen, vermogens en spoorwijdtes. Hiervan waren de LTM 21-35 de grootste, sterkste en zwaarste. Ze waren een vergrote versie van de Verhoop-locomotieven 9-12, ook door Hanomag geleverd, die de LTM sinds 1921 in dienst had op de metersporige tramlijnen rond Roermond, het net van de voormalige Centrale Limburgsche Stoomtramweg-Maatschappij (CLS).

## Inzet bij de LTM
Met de opening van de normaalsporige tramlijn tussen Wijlre en Vaals in 1922 bestelde de LTM bij Hanomag een tiental sterke stoomtramlocomotieven voor de prijs van 33.585 gulden per stuk, die met de nummers 21-30 in dienst werden gesteld. Voor de in 1925 geopende tramlijn tussen Maastricht en Gulpen volgde nog een vijftal met de nummers 31-35. Door de hyperinflatie in de Weimarrepubliek en de daardoor snelle devaluatie van de Duitse mark in de vroege jaren twintig waren ze aanzienlijk goedkoper, namelijk 12.000 gulden per stuk. De gecompliceerde Verhoop-voedingsinstallatie was bij de 31-35 weggelaten.
Behalve op de genoemde trajecten, die samen de tramlijn Maastricht - Vaals in Zuid-Limburg vormden, hebben de locomotieven ook dienstgedaan in Midden-Limburg op de andere normaalsporige LTM-stoomtramlijn Roermond - Echt - Born - Sittard en de zijtakken ervan. De uitwisseling tussen beide lijnen en de overbrenging voor grotere herstellingen en revisies naar de LTM-hoofdwerkplaats in Roermond vonden plaats (doorgaans niet op eigen kracht) via de hoofdspoorlijn Maastricht - Venlo tot aan de spoor-tramaansluiting bij het station Echt.
Bij de 21-35 behoorden twintig vierassige tramrijtuigen en tien postbagagerijtuigen van een fors model, gebouwd in 1922-1924 door drie verschillende rijtuigfabrieken: Beijnes te Haarlem, Linke-Hofmann te Breslau en Waggonfabrik Uerdingen te Uerdingen. Het waren de grootste stoomtramrijtuigen in Nederland. Doordat ze voorzien waren van een Westinghouserem en spoorwegstoot- en trekwerk (schroefkoppelingen en spoorbuffers) konden de tramlocomotieven ook goederenwagens van de spoorwegen trekken. De LTM overwoog op de locomotieven eenmansbediening toe te passen met alleen een machinist, die ook de taken van de stoker moest vervullen. In de achterwand van het machinistenhuis bevond zich daarom een schuifdeur, waardoor het trampersoneel aan boord van de locomotief kon komen om bij een noodgeval de machinist bij te staan. De eenmansbediening is nooit ingevoerd. 
De krachtige machines behoorden tot de modernste, zuinigste en efficiëntste tramlocomotieven die Nederland gekend heeft, maar doordat de tijd voor stoomtrams al ten einde liep toen ze in dienst kwamen, zijn ze nooit volledig tot hun recht gekomen. De tramlijnen waarop de 21-35 reden leverden door de crisis van de jaren 1930 zulke grote financiële verliezen op, dat ze niet konden worden gehandhaafd. De concurrentie van particuliere bussen en vrachtauto's gaf de doodsteek. Nadat de dienst steeds verder was beperkt tot slechts enkele ritten per dag, reed de laatste tram op de toen al tot Buchten ingekorte lijn Roermond-Sittard op 13 december 1937 en op de lijn Maastricht-Vaals op 5 april 1938.

### Garratt-locomotief LTM 51
De LTM stelde in 1931 voor de zwaarste goederentreinen op de hellingrijke lijn Maastricht - Vaals ook de gelede Garratt-locomotief nummer 51 in dienst. Deze zeer grote en krachtige machine met de asindeling C+C, de enige in zijn soort die in Nederland heeft gereden, was naar ontwerp van Verhoop gebouwd door Henschel (fabrieksnummer 22063), die de locomotievenbouw van Hanomag had overgenomen. De algemene principes van aandrijving en stoomverdeling, het uiterlijk en vele onderdelen kwamen overeen met die van de 21-35. De binnenliggende positie van de stoomcilinders, typerend voor het Verhoop-model, was uniek voor een Garratt-locomotief.

## Afvoer en verkoop
Relatief vroeg, in 1937-1938, werden de locomotieven bij de LTM buiten gebruik gesteld en verkocht. De serie was toen al niet meer compleet, want in 1936 waren de 21 en 34 gesloopt na een ernstige onderlinge botsing in Wahlwiller op 14 juli 1935. Door de terugloop in het vervoer werd herstel van de zwaar beschadigde machines niet meer zinvol geacht.
Hoewel de Nederlandsche Tramweg Maatschappij in Friesland enige belangstelling toonde, hebben exemplaren van de serie 21-35 na hun afscheid van de LTM niet meer dienstgedaan als tramlocomotief, maar uitsluitend als goederen- en rangeerlocomotief op diverse plaatsen in Nederland en Duitsland.
De 33 werd in 1939 met het nummer 55 in dienst gesteld bij het spoorwegbedrijf van de Staatsmijnen in Limburg. De overige locomotieven werden verkocht aan de metaalhandel H.E. Dotremont in Maastricht, die ze doorverkocht of verhuurde. De 28 en 23 kwamen in respectievelijk 1940 en 1941 ook bij de Staatsmijnen terecht, waar ze met de nummers 58 en 59 werden ingezet. De 30 en 35 werden door Dotremont verhuurd aan de AKU in Ede en Arnhem. De laatstgenoemde, die in 1947 eigendom werd van het Havenbedrijf De Rietlanden in Amsterdam, werd voorbestemd om behouden te blijven als museumloc. Niettemin werd de 35 in 1966 gesloopt. Er is toch een museumloc bewaard gebleven, de LTM 26, die in 1972 uit Duitsland werd teruggehaald.
De 31 werd via diverse tussenhandelaren verkocht aan een kistenfabriek in Honselersdijk voor gebruik als stationaire stoomketel. In 1942 kocht de NS deze locomotief, die het nummer 8301 kreeg, voor het gebruik op de lijnen van de WSM. In 1945-1947 werd de 8301 gebruikt voor goederentreinen op de tramlijn Alkmaar - Bergen aan Zee en daarna verkocht aan de Zuid-Nederlandsche Gist- en Spiritusfabriek in Bergen op Zoom.
De ook aan Dotremont verkochte Garratt-locomotief 51 verdween in 1941 naar Duitsland. Het verdere lot van deze bijzondere machine is onbekend.

## Museumlocomotief 26
De LTM 26 is bewaard gebleven. Deze locomotief heeft tot 1949 dienstgedaan bij het Duitse bedrijf Klöckner & Co in Duisburg. Na enkele jaren stilstand was hij van 1954 tot 1972 in dienst bij Sachtleben Chemie in Homberg (Duisburg). In 1972 werd de loc door de Tramweg-Stichting gekocht en teruggehaald naar Nederland. Na een revisie werd hij in 1974 in gebruik genomen bij de Museumstoomtram Hoorn - Medemblik als LTM 21. Tijdens restauratie in 1996-2000 werd ontdekt dat het in werkelijkheid de LTM 26 betrof, waarna de locomotief het correcte nummer terugkreeg. Een nieuwe grondige revisie vond plaats in 2018-2021, waarbij met inachtneming van de monumentale status enkele technische en cosmetische verbeteringen werden aangebracht. 
De machine draagt bij de SHM de naam Ir. P.H. Bosboom naar Piet Bosboom (1911-1991), die als directielid van de Nederlandse Spoorwegen veel voor de museumstoomtram had gedaan. In het Nationaal Register Mobiel Erfgoed heeft de LTM 26 de A-status.

## Overzicht
| LTM-nr. | Fabrieksnr. | In dienst | Uit dienst | Bijzonderheden                                                                                                   |
| ------- | ----------- | --------- | ---------- | --- |
| 21      | 9857        | 1922      | 1935       | Afgevoerd na ongeval                                                                                             |
| 22      | 9858        | 1922      | 1937       | |
| 23      | 9859        | 1922      | 1937       | 1941 verkocht aan SM als 59                                                                                      |
| 24      | 9860        | 1922      | 1937       | |
| 25      | 9861        | 1922      | 1937       | |
| 26      | 9862        | 1922      | 1937       | Verkocht aan Klöckner & Co 1954 verkocht aan Sachtleben Chemie 1972 verworven door TS Sinds 1974 ingezet bij SHM |
| 27      | 9863        | 1922      | 1937       | |
| 28      | 9864        | 1922      | 1937       | 1940 verkocht aan SM als 58                                                                                      |
| 29      | 9865        | 1922      | 1937       | |
| 30      | 9866        | 1922      | 1937       | Verhuurd aan AKU                                                                                                 |
| 31      | 10209       | 1925      | 1937       | 1942 verkocht aan NS als 8301 1947 afgevoerd.                                                                    |
| 32      | 10210       | 1925      | 1937       | |
| 33      | 10211       | 1925      | 1937       | 1939 verkocht aan SM als 55                                                                                      |
| 34      | 10212       | 1925      | 1935       | Afgevoerd na ongeval                                                                                             |
| 35      | 10213       | 1925      | 1937       | Verhuurd aan AKU Verkocht aan Havenbedrijf Rietlanden 1966 gesloopt                                              |